# Råbäcks naturreservat
Råbäcks naturreservat ligger inom Kinnekulle naturvårdsområde i Götene kommun i Västergötland.
Området är skyddat sedan 2007 och omfattar 36 hektar. Det är beläget på västra sluttningen av platåberget Kinnekulle, mellan Råbäcks herrgård och sjön Vänern. 

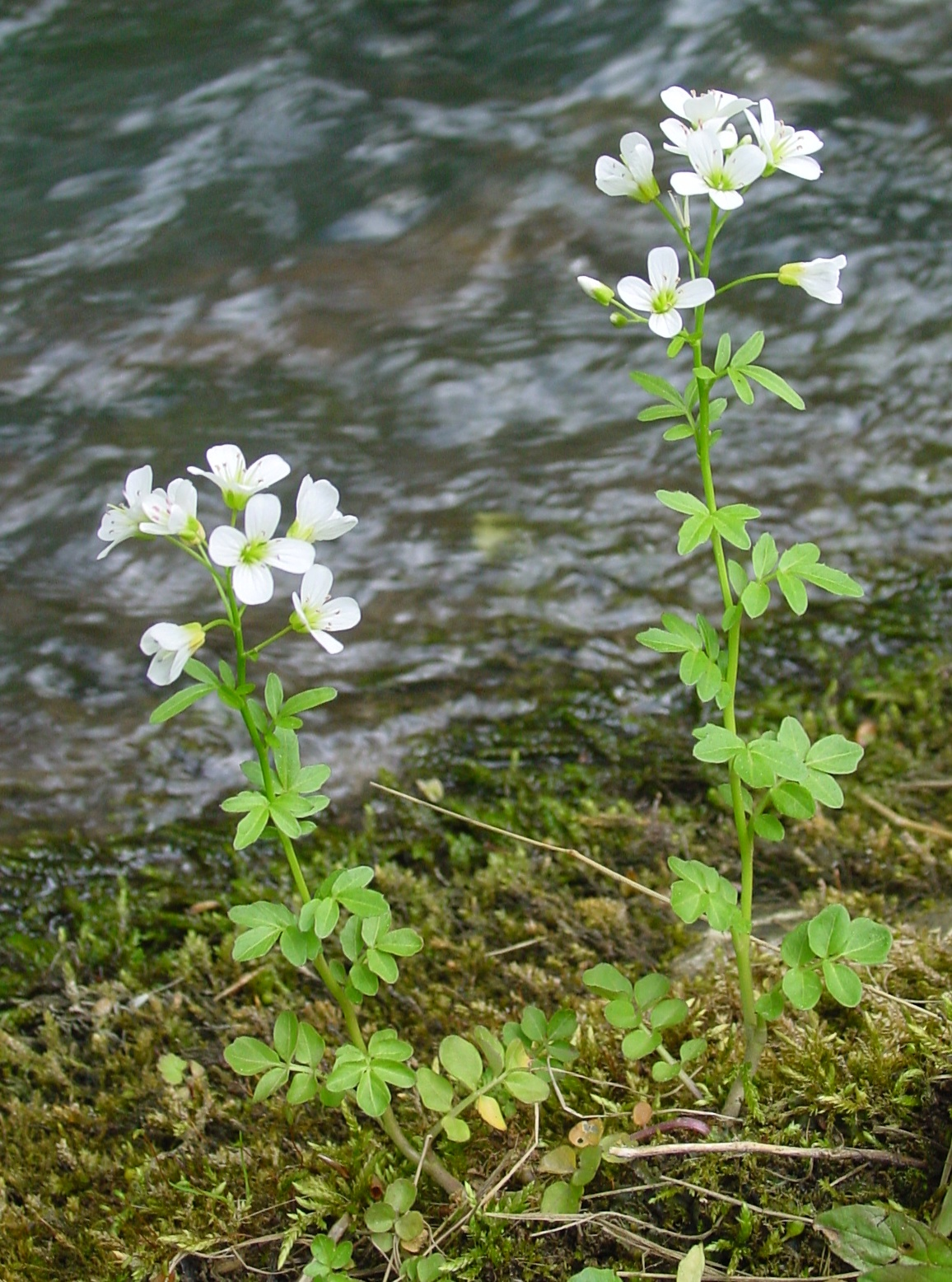
Bäckbräsma

I naturreservatet finns lövskogar, barrskogar och gräsmarker. Där växer ramslöken som blommar i maj och juni. Där växer även Jungfru Marie nycklar, trolldruva och blåsippa. Skogen innehåller en hel del död ved. Klibbalskogen i fuktigare delar domineras av lövträd som klibbal och ask.
I reservatets östra del finns små ytor med öppna gräsmarker. Där finns skärmstarr och bäckbräsma. 
Skagens naturreservat ingår i EU:s nätverk av skyddade områden, Natura 2000.